# Glenda Morejón
Glenda Morejón (née le 30 mai 2000) est une athlète équatorienne spécialiste de la marche.

## Carrière
En juillet 2017, elle est championne du monde 2017 des moins de 18 ans à Nairobi sur 5 000 mètres marche. Arrivée à Nairobi avec la meilleure performance de l'année pour sa catégorie d'âge, des doutes existaient sur sa capacité à remporter une compétition majeure au vu de son manque d'expérience au niveau international, mais sa bonne gestion tactique lui a permis de s'imposer en un temps de 22:32.30 avec un demi-pas d'avance sur l'athlète turque Meryem Bekmez (22:32.79). C'est la deuxième athlète équatorienne à s'imposer dans des championnats du monde de la jeunesse, la première ayant été Maribel Caicedo sur 100 mètres haies en 2015.
Malgré des références déjà importantes (trois fois championne d'Amérique du Sud, titulaire du record national du 5 000 m marche dans trois catégories d'âge), elle n'a bénéficié jusqu'à son titre mondial d'aucun appui du programme national de soutien aux athlètes de haut niveau créé en 2013 et qui a pour objet de soutenir financièrement ces athlètes au moyen d'une bourse mensuelle contribuant aux frais d'achat de matériel, d'entrainement et de déplacement. C'est donc avec des chaussures rapiécées qu'elle s'est entraînée pour le championnat du monde, puisque sa mère, commerçante sur le marché d'Otavalo, n'avait pas les ressources suffisantes pour lui en acheter d'autres.
En 2021, elle est championne d'Amérique du Sud à Guayaquil sur 20 000 m marche.

## Palmarès
| Date | Compétition                                 | Lieu      | Résultat | Épreuve            | Temps              |
| ---- | ------------------------------------------- | --------- | -------- | ------------------ | ------------------ |
| 2017 | Championnats du monde de la jeunesse        | Nairobi   | 1re      | 5 000 m marche     | 22 min 32 s 30     |
| 2018 | Championnats du monde juniors               | Tampere   | 3e       | 10 000 m marche    | 44 min 19 s 40     |
| 2021 | Championnats d'Amérique du Sud              | Guayaquil | 1re      | 20 000 m marche    | 1 h 29 min 24 s 61 |
| 2022 | Championnats du monde par équipes de marche | Muscat    | 1re      | 35 km marche       | 2 h 48 min 33      |
| 2023 | Championnats du monde                       | Budapest  | 6e       | 20 km marche       | 1 h 27 min 40 s    |
| 2023 | Jeux panaméricains                          | Santiago  | 2e       | 20 km marche       |                    |
| 2023 | Jeux panaméricains                          | Santiago  | 1re      | Marche par équipes | 2 h 56 min 49 s    |
| 2024 | Jeux olympiques                             | Paris     | 6e       | 20 km marche       | 1 h 27 min 37 s    |
| 2024 | Jeux olympiques                             | Paris     | 2e       | Marche par équipes | 2 h 51 min 22 s    |

## Records
| Épreuve         | Performance          | Lieu       | Date            |
| --------------- | -------------------- | ---------- | --------------- |
| 10 000 m marche | 44 min 12 s 75 (NR)  | Trujillo   | 25 août 2018    |
| 20 000 m marche | 1 h 32 min 1 s 67    | Guayaquil  | 17 octobre 2021 |
| 20 km marche    | 1 h 25 min 29 s (AR) | La Corogne | 8 juin 2019     |
| 35 km marche    | 2 h 48 min 33 s      | Mascate    | 5 mars 2022     |